# UMSICHT-Wissenschaftspreis
Der UMSICHT-Wissenschaftspreis ist eine seit 2010 verliehene Ehrung für industrie- und marktnahe Forschung im Bereich Umwelt-, Sicherheits- und Energietechnik und deren verständlicher Darstellung in der Öffentlichkeit. Der Preis wird vom „Verein zur Förderung der Umwelt-, Sicherheits- und Energietechnik e. V. (UMSICHT-Förderverein)“ ausgeschrieben und in den Rubriken Wissenschaft und Journalismus verliehen.

## Hintergrund
Der Preis soll motivieren, innovatives Denken und Handeln in den Bereichen Umwelt, Sicherheit und Energie voranzutreiben. Er soll zeigen, dass Bildung, Forschung und Entwicklung im Tandem mit unternehmerischem Denken Wertschöpfung für das Handeln bietet. Der UMSICHT-Förderverein belohnt dies mit einem Preisgeld von insgesamt 10.000 €. Das Preisgeld verteilt sich (Stand 2019) auf einen mit 8.000 € dotierten Preis in der Rubrik Wissenschaft und einen mit 2.000 € dotierten Preis in der Rubrik Journalismus. Schirmherr ist Dietrich Grönemeyer, der Vorstandsvorsitzende des Wissenschaftsforums Ruhr e. V. und Direktor des Grönemeyer Instituts für Mikrotherapie in Bochum.

## UMSICHT-Förderverein
Der UMSICHT-Förderverein pflegt die angewandte Forschung auf den Gebieten der Umwelt-, Sicherheits- und Energietechnik. Er flankiert Maßnahmen, die die Rolle des Fraunhofer-Instituts für Umwelt-, Sicherheits- und Energietechnik in der Region und am Markt für angewandte Forschung stärken. Besonders die dem Strukturwandel unterworfenen Kohle- und Stahlstandorte Nordrhein-Westfalens sollen dadurch Zugang zu Technologieentwicklungen erhalten.

## Preisträger
- 2025[1]
  - Preisträger Wissenschaft: Jakob Ungerland für seinen Beitrag zur Erforschung eines nachhaltigen und gleichzeitig zuverlässigen Energiesystems
  - Preisträger Journalismus: Daniel Hautmann für einen Artikel über Pro und Contra von Offshore-Windparks und Dagmar Röhrlich für ihr Feature über die zukünftigen Chancen für bezahlbare Geothermie
- 2024[2]
  - Preisträgerin Journalismus: Katharina Nickoleit für ihren Podcast Überleben in der Heißzeit
  - Preisträger Wissenschaft: Jingyuan Xu und Gan Huang für ihre Forschungsarbeit High-efficiency bio-inspired hybrid multigeneration photovoltaic leaf
- 2023[3]
  - Preisträger Wissenschaft: Jan Girschik für seine Dissertation Untersuchung differenzdruckinduzierter Verformungen in Vanadium-Flow-Batterien sowie Optimierung kompensierender interner Flow-Fields für großformatige Flow-Zellen
  - Preisträger Journalismus: Sussane Delonge und Jan Kerckhoff für die TV-Dokumentation Klimakiller Beton – auf der Suche nach neuen Rezepten
- 2022[4]
  - Preisträgerin Wissenschaft: Lea Eggemann für ihre Dissertation An environmental and economic assessment of a novel Power-to-Fuel system for biogas plants
  - Preisträgerin Journalismus: Jenny von Sperber für die Reportage Können Algen die Welt retten?
- 2021[5]
  - Preisträger Wissenschaft: Jörg Schube für seine Dissertation zum Thema Metallization of Silicon Solar Cells with Passivating Contacts
  - Preisträger Journalismus: Wolfgang Richter für seinen Artikel Es ist angerichtet zur Frage, ob große Emittenten von Treibhausgasen für extreme Wetterereignisse, die durch den Klimawandel häufiger auftreten, Schadenersatz leisten müssen
- 2020[6]
  - Preisträger Wissenschaft: Pattarachai Srimuk für seine Arbeit zur nachhaltigen Wasseraufbereitung und Ionentrennung mit Batteriematerialien[7][8]
  - Preisträger Journalismus: Adrian Lobe für einen Artikel zum ökologischen Fußabdruck von digitalen Maschinen[9][10]
- 2019[11]
  - Preisträger Wissenschaft: Kai Mainzer für seine Arbeiten zu urbanen Energiesystemen
  - Preisträger Journalismus: Christopher Schrader für seine Arbeit Die Ökobilanz der E-Mobilität
- 2018[12]
  - Preisträger Wissenschaft: Stefan Kippelt für seine Arbeit zu dezentralen Flexibilitätsoptionen für die nachhaltige Energiewirtschaft
  - Preisträger Journalismus: Christian Baars, Elena Kuch, Christine Adelhardt und Britta von der Heide für ihre Dokumentation zu sogenannten Supererregern aus Pharmafabriken
- 2017[13]
  - Preisträger Wissenschaft: Michael Saliba für die Entwicklung des Solarzellenmaterials Perowskit
  - Preisträger Journalismus: Till Krause und Klaus Uhrig für den Film Superplants – Die blühende Revolution (Arte)
- 2016[14]
  - Preisträgerin Wissenschaft: Saskia Oldenburg für ihre Arbeit zur Reststoffverwertung
  - Preisträger Journalismus: Alexander Stirn für einen Beitrag zum Unterwasserbergbau (Süddeutsche Zeitung)
- 2015[15]
  - Preisträger Wissenschaft: Lars Heepe für seine Arbeit zum Gecko-Effekt
  - Preisträgerin Journalismus: Cornelia Borrmann für ihren Beitrag Die Körpersprache der Bäume / Der Baum als Lehrmeister (Deutsche Welle online)
  - Preisträgerin Journalismus: Anja Krieger für ihren Beitrag Die Entmüllung der Meere. Strategien gegen Plastik im Ozean (Deutschlandfunk)
  - UMSICHT-Ehrenwissenschaftspreis: Paul-Michael Weinspach
- 2014[16]
  - Preisträger Wissenschaft: Thomas Mayer Gall für seine Arbeit über die Rückgewinnung von Wertmetallen
  - Preisträger Journalismus: Gábor Paál für seinen Radiobeitrag Reis aus Wolkenkratzern. Mit Städtischer Landwirtschaft gegen Nahrungsmittelknappheit (SWR2)
  - Preisträger Journalismus: Bernhard Albrecht für seinen Beitrag Die Not(durft), die erfinderisch macht (Zeitschrift Geo)
- 2013[17]
  - Preisträger Wissenschaft: Benjamin Simstich für seine Arbeit zu getauchten Membranbelebungsreaktoren (MBR)
  - Preisträgerin Journalismus: Nina Lindlahr für ihren TV-Beitrag Land unter – Versinken die Niederlande? (WDR)
  - Preisträger Journalismus: Jürgen Bischoff und Jörn Auf dem Kampe für ihren Artikel Wohin damit? zu Folgeaspekten der Kernenergie (Zeitschrift Geo)
- 2012
  - Preisträger Wissenschaft: Jan Meiß für seine Arbeit New Material Concepts for Organic Solar Cells über neue Konzepte für organische Solarzellen
  - Preisträger Journalismus: Max Rauner für seinen Artikel Das Gute statt Plastik. In: Die Zeit, Nr. 5/2011; über Einkaufstüten aus Bioplastik
  - Preisträger Journalismus: Gerhard Samulat für seinen Beitrag Frische Brise. In: Spektrum der Wissenschaft; über die Potenziale der Windenergie
- 2011[18]
  - Preisträger Wissenschaft: Andreas Fath für seine Arbeit über die elektrochemische Zersetzung perfluorierter Tenside (PFT).
  - Preisträgerin Journalismus: Barbara Kruse Schwerpunkt Energie - RUBIN Frühjahr 10
  - Preisträger Journalismus: Arndt Reuning mit Am Tropf. Wenn Metropolen das Wasser ausgeht.[19]
- 2010
  - Preisträger Wissenschaft: Claudio Cinquemani[20]
  - Preisträger Journalismus: Joachim Mahrholdt[20]
  - Preisträger Journalismus: Jan Lublinski[20]